# Bác sĩ không biên giới
Bác sĩ không biên giới hay Y sĩ không biên giới (tiếng Pháp: Médecins Sans Frontières, viết tắt MSF; tiếng Anh: Doctors Without Borders) là một tổ chức phi chính phủ quốc tế do một số bác sĩ người Pháp thành lập vào năm 1971 với mục đích nhân đạo.
Tổ chức này đưa ra những cứu trợ y tế trong các trường hợp khẩn cấp như thiên tai, dịch bệnh, nạn đói hay chiến tranh... Bác sĩ không biên giới còn có những hoạt động dài hạn như cứu trợ sau các thiên tai, trong các cuộc xung đột kéo dài hay giúp đỡ những người lưu vong.
MSF đã được trao giải Nobel Hòa bình vào năm 1999.

## Lịch sử
Lịch sử của Bác sĩ không biên giới khởi đầu từ vùng Vịnh Guinea năm 1968. Lúc đó, quốc gia Nigeria đang chìm đắm trong cuộc nội chiến. Một bác sĩ chuyên trị các bệnh đường ruột tại Paris, Pháp là Bernard Kouchner đã cùng với một số bác sĩ có lòng khác, kể cả Max Récamier, đã đến ghi danh với Hội Hồng Thập Tự Quốc tế để tình nguyện vào chữa trị những người bị thương tích, kể cả dân chúng và thành phần nổi dậy tại Biafra.
Kể từ năm 1864, với sự ký kết của thỏa ước Genève lần đầu tiên, các hoạt động cứu tế đã được đưa vào căn bản của các hiệp ước quốc tế. Từ thời của Henri Durant, vẫn có sự tin tưởng rằng dù cuộc chiến có tàn bạo đến đâu, các phe liên hệ phải biết tôn trọng những điều căn bản đã nêu lên trong 4 thỏa ước ký kết ở Genève và một loạt các thỏa thuận khác. Nhưng từ sau chiến tranh thế giới thứ hai, người ta thấy rõ ràng là những nguyên tắc căn bản của công pháp quốc tế chẳng còn ràng buộc được ai.
Tại Biafra, bác sĩ Bernard Kouchner và các bạn của ông đã chứng kiến tận mắt những giới hạn của công pháp quốc tế. Hội Hồng Thập Tự Quốc tế đã bị ngăn cấm không cho vào cứu trợ người dân đang bị bỏ đói; luật lệ quốc tế thay vì được sử dụng để giúp đỡ nạn nhân chiến tranh thì lại được dùng như công cụ để ngăn không cho hàng cứu trợ đến tay họ. Trong khi trẻ em, phụ nữ, người già chết vì đói kém, bệnh tật thì chiếc phi cơ chở đầy thực phẩm và thuốc men đậu trên đảo Fernando Poo, đối diện với bờ biển Biafra chỉ một khoảng cách ngắn ngủi, lại bị luật lệ quốc tế cấm không cho bay vào. Chính quyền Nigeria, viện cớ bảo vệ chủ quyền quốc gia, đã bác bỏ mọi lời kêu gọi thương thuyết với thành phần đòi tự trị ở Biafra nên các phi cơ chở phẩm vật cứu trợ không đến được nơi này.
Những gì nhìn thấy ở Biafra đã gợi cho bác sĩ Bernard Kouchner và các bạn ý tưởng xóa bỏ mọi "biên giới" trong việc cứu giúp các nạn nhân, không chỉ là biên giới quốc gia mà cả về những biên giới do luật pháp tạo ra. Đó là ý tưởng gạt bỏ những hình thức luật định bất công nhằm che chở và hợp pháp hóa những hành vi có tính cách độc ác, bất nhân. Khi về đến Paris, Kouchner và Récamier tường thuật lại những điều mắt thấy tai nghe trên tờ tuần báo y tế "Tonus" do Raymond Borel làm chủ nhiệm và lần đầu tiên công bố ý tưởng thành lập một hội độc lập để sẵn sàng bất cứ lúc nào gửi các toán cứu trợ đến những khu vực "tế nhị" về mặt chính trị.
Ý tưởng căn bản rất có tinh thần cách mạng này của họ đã nhanh chóng được sự ủng hộ của dân chúng và giới truyền thông trên thế giới dù rằng làm cho các chính phủ, nhất là những chính phủ độc tài chuyên chế rất không hài lòng.
Sau khi xảy ra trận lụt khủng khiếp ở Pakistan năm 1971, một toán cứu trợ từ nơi này trở về đã tạo động lực giúp việc chính thức thành lập Bác sĩ không biên giới ngày 20 tháng 12 năm 1971 ngay trong tòa soạn của tờ Tonus tại Clichy, ngoại ô Paris. Ông Marcel Delcourt, một cựu quân y sĩ, đã được bầu lên làm chủ tịch và Bernard Kouchner giữ chức tổng thư ký. Sau này, Kouchner giữ chức chủ tịch từ năm 1976 đến năm 1977.
Ngay từ đầu, một vấn đề tạo tranh cãi trong nội bộ Médecins Sans Frontiers là có nên lên tiếng tố giác phản đối những điều mà tổ chức này coi là bất công hay không. Vào thời điểm năm 1971, đa số hội viên sáng lập đều bác bỏ thái độ này. Nên trong bản hiến chương năm 1971 có nói rất rõ: các bác sĩ phải "tránh không công khai bày tỏ ý kiến" và "tự mình phải tránh không can dự vào nội bộ của các quốc gia". Mãi cho đến năm 1980, năm năm sau khi chế độ Pol Pot lên cầm quyền ở Campuchia và làn sóng người vượt biên vượt biển sau ngày Việt Nam Cộng Hòa sụp đổ với bao thảm cảnh đau thương trên biển Đông, nguyên tắc này mới được hủy bỏ. Các hội viên nay có thể đưa ra bằng chứng và lên tiếng cáo giác nếu thấy cần, nhưng phải giữ thái độ trung lập và nhất là bằng mọi giá không được để dính líu đến chính trị vì nạn nhân dù ở phe nào vẫn là nạn nhân.
Tổ chức MSF bị chia rẽ năm 1980 khi Bernard Kouchner, sau này là ngoại trưởng Pháp (từ 2007 đến 2010), tuyên bố ly khai sau một cuộc tranh cãi dữ dội liên quan đến việc thuê một chiếc tàu để đi cứu thuyền nhân trên biển Đông. Bác sĩ Kouchner thành lập hội Y Sĩ Thế giới (Medicins du Monde) và vận động hình thành tàu bệnh viện mang tên Đảo Ánh Sáng (Ile de Lumière) cứu sống được rất nhiều thuyền nhân vào những giờ phút tuyệt vọng nhất. Nhưng dù với sự ra đi của Kouchner, tổ chức MSF vẫn tiếp tục tồn tại và lớn mạnh hơn. Thập niên 1980 cũng là thời gian mà tổ chức này bắt đầu có những thay đổi căn bản về phương thức làm việc. Dần dà, các phái đoàn bác sĩ từ châu Phi sang đến Nam Mỹ, từ Afghanistan sang đến Campuchia, đều nhận ra rằng việc cấp cứu điều trị bệnh nhân chỉ là hành động vô vọng khi mà người ta phải tiếp tục uống nước không được khử trùng, ăn uống ngay cạnh các đống rác, sống gần bên các bãi phân người. Vấn đề giữ vệ sinh, vấn đề giải quyết chất thải, vấn đề cung cấp nước uống, xây dựng các nhà lều không bị dột nước... những vấn đề không có tính cách y tế điều trị đã ngày càng trở nên quan trọng hơn.
Cũng trong thời gian này, sự sống còn của tổ chức MSF cũng đã được đặt ra. Rony Brauman, chủ tịch MSF từ năm 1982 đến năm 1994, nhớ lại những kinh nghiệm của ông khi sang hoạt động trong trại tị nạn ở Thái Lan. Ngay giữa công tác, Brauman hết tiền sinh sống và phải nhờ vào sự trợ giúp nuôi ăn của những người tị nạn. Tổ chức Médecins Sans Frontières nhận ra rằng cách hoạt động rất ư là không chuyên nghiệp này, dù là có tận tụy đến đâu, cũng chỉ làm ngăn trở sự hữu hiệu của tổ chức. Do đó, tổ chức MSF bắt đầu nhận sự cộng tác và giúp đỡ của những tay chuyên môn về ngành quảng cáo và truyền thông.
Năm 2000, cơ sở MSF tại Pháp có một ngân sách lên đến 78.5 triệu euro, với 91% đến từ sự yểm trợ của giới tư nhân. Thành viên MSF cũng thay đổi trong hơn 30 năm qua. Ngày nay, những người tình nguyện làm việc cho MSF không chỉ là bác sĩ hoặc y tá mà còn có cả các chuyên viên tiếp liệu và điều hành. Hiện nay có khoảng hơn 2,000 người hoạt động thường trực tại 85 quốc gia với sự hỗ trợ của hơn 10,000 người là nhân viên địa phương.
Năm 1999, tổ chức Médecins Sans Frontières được trao tặng giải Nobel Hòa Bình vì những cống hiến cho nhân loại.
Ngày nay, sự hoạt động của MSF có phần khó khăn hơn trong những tình huống rất phức tạp. Sự cứu trợ nhân đạo, theo như chủ trương của MSF, là phải hoàn toàn trung lập và không có sự dính líu của bất cứ chính phủ cũng như lực lượng quân sự nào. Nhưng với thái độ can dự quân sự ngày càng phổ biến của các cường quốc trên thế giới đối với những nước mà họ coi là có hành động vi phạm nhân quyền trầm trọng, thái độ trung lập của Médecins Sans Frontières ngày càng bị thách đố nhiều hơn.